# جون بارنز (سياسي كندي)
جون بارنز هو ضابط وسياسي كندي، ولد في 1746، وتوفي في 30 أبريل 1810.